# Club Aurrerá
Der Club Aurrerá war ein mexikanischer Fußballverein aus Mexiko-Stadt, der in den sechs Spielzeiten zwischen 1923/24 und 1928/29 in der Hauptstadtliga mitwirkte und mit dem vierten Platz in seiner ersten Saison 1923/24 bereits sein bestes Ergebnis erzielt hatte.
Der Verein bezog seinen Namen von der gleichnamigen Fabrik, auf der sich auch ein Sportplatz befand. Auf diesem jagten fußballbegeisterte Fabrikangestellte seit etwa 1918 dem runden Leder hinterher. Aus diesem Treiben entstand 1919 ein Fußballverein, dessen Mannschaft mehrheitlich aus Basken bestand, die in der von den Brüdern Goyarzu geleiteten Fabrik arbeiteten. 1924 wurde mit Percy Clifford der vielleicht bedeutendste Fußballpionier Mexikos als Trainer verpflichtet.
Kurz vor der Auflösung des Vereins zu Beginn der 1930er Jahre spielte mit Luis de la Fuente vorübergehend eines der größten Talente des mexikanischen Fußballs in den Reihen von Aurrerá.